# 앨런 파인
앨런 파인(영어: Alan Fine)은 미국의 기업가로, 마블 엔터테인먼트의 현 회장이다.